# Armando Lozano
Armando Lozano Sánchez (* 16. Dezember 1984 in Motril), kurz Armando, ist ein spanischer ehemaliger Fußballspieler.

## Karriere
Armandos erster Fußballverein war der Lokalklub Motril CF. 2002 wechselte er zur Jugendmannschaft des FC Málaga und wurde dort zwei Jahre später ins B-Team aufgenommen. Bei Málaga B stieg er am Ende der Saison 2005/06 in die Segunda División B ab. Das Team stellte in dieser Saison die schlechteste Abwehr der Liga. 
Dennoch wurde er in der darauffolgenden Saison in die erste Mannschaft aufgenommen. Armando spielte aber weiterhin für einen Zweitligisten, da auch die erste Mannschaft gerade von der ersten in die zweite Liga abgestiegen war. 
Zur Saison 2006/07 wechselte er in die erste spanische Liga und schloss sich UD Levante an. Bei Levante machte er ein schwieriges Jahr durch; zum einen war der Klub in Finanznot und konnte die Spielergehälter nicht auszahlen und zum anderen stellte sich auch sportlich kein Erfolg ein. Armando brachte es für Levante auf gerade mal zwölf Ligaeinsätze und stieg am Ende der Saison mit dem Team in die zweite Liga ab. Daraufhin ging er freiwillig in die dritte spanische Liga und unterschrieb einen Vertrag beim FC Cartagena, den er in der Saison 2008/09 zum Aufstieg in die zweite Liga verhalf. 
Armando blieb dennoch in der Segunda División B und spielte fortan für den FC Barcelona B. Auch mit diesem Team gelang ihm der sofortige Aufstieg in die zweite Liga am Saisonende 2009/10. Zu Beginn der Saison 2010/11 wurde Armando schließlich zum Vizekapitän der Reservemannschaft des FC Barcelona ernannt.

## Erfolge
- Aufstieg in die Segunda División: 2009, 2010